# Żyła skroniowa środkowa

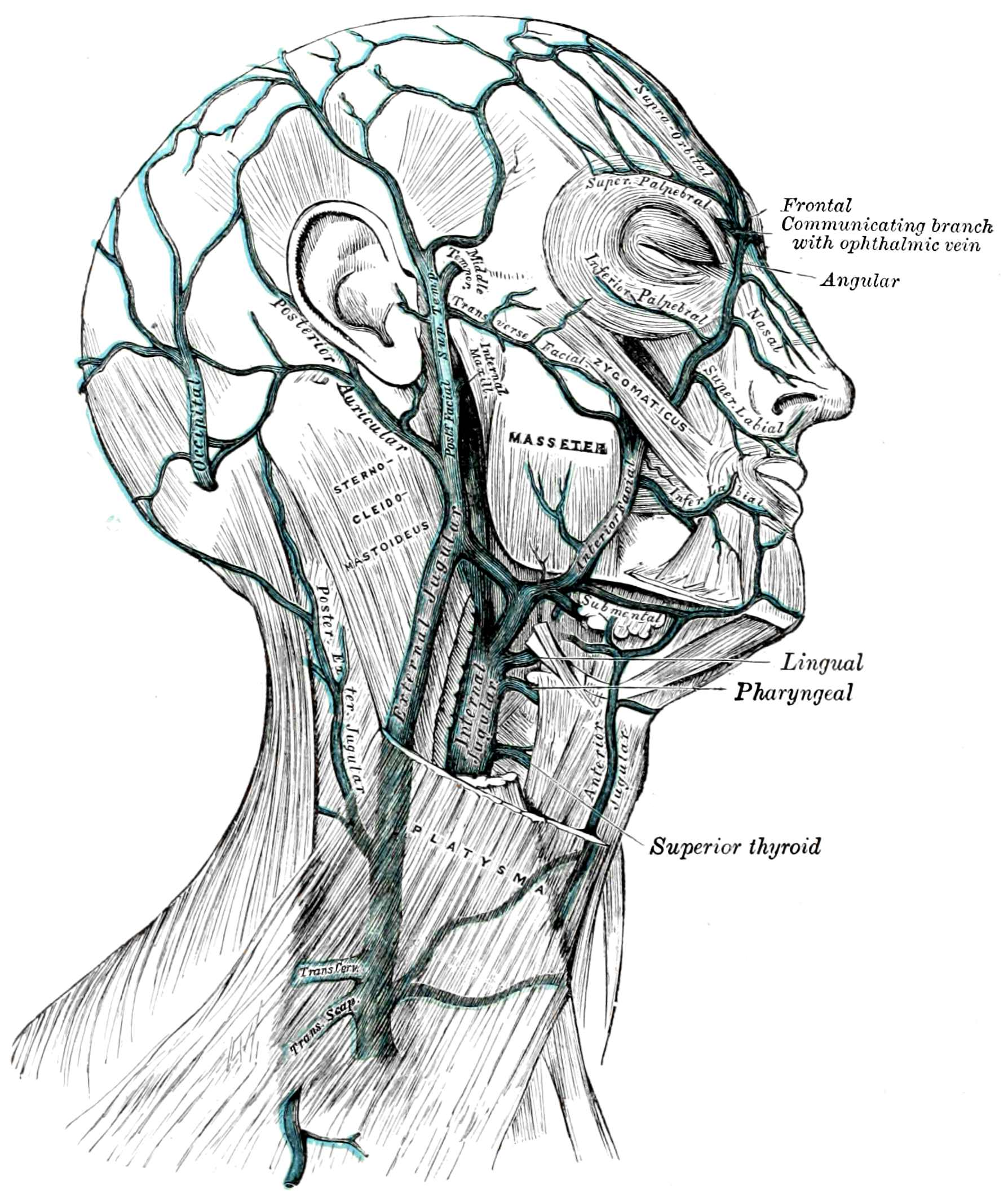
Żyły twarzy i szyi. Żyła skroniowa środkowa podpisana Middle Tempor.

Żyła skroniowa środkowa (łac. vena temporalis media) – w anatomii człowieka żyła głowy odprowadzająca krew z mięśnia skroniowego. Przebiega w jego obrębie poprzecznie, niezależnie od przebiegu tętnicy skroniowej środkowej. Ponad nasadą łuku jarzmowego przebija powięź skroniową, wcześniej łącząc się z żyłami skroniowymi głębokimi i powierzchownymi gałęziami żyły twarzowej. Z przodu od małżowiny usznej łączy się z żyłą skroniową powierzchowną, wytwarzając żyłę zażuchwową. W żyle skroniowej środkowej są obecne zastawki.